# Batalla de Skerries
La batalla de Skerries, también conocida como batalla de Ardscull, se incluye en las guerras Bruce de Irlanda, dentro de la primera guerra de Independencia Escocesa y tuvo lugar el 26 de enero de 1316, con victoria escocesa. El lugar de la batalla, Skerries, en las cercanías de Ardclough forma parte del actual condado de Kildare.

## La batalla
Edward Bruce, conde de Carrick y hermano de Robert Bruce había desembarcado en Irlanda en mayo del año anterior, tras la petición de ayuda de Dohmnall mac Brian O'Neill para hacer frente a los ingleses, y como parte del plan de su hermano Robert I de abrir un segundo frente de lucha en la guerra de independencia que Escocia mantenía contra Inglaterra. En junio había sido proclamado Rey Supremo de Irlanda y había sido aclamado por el pueblo irlandés, que veía en Edward Bruce al libertador del poderío inglés.
Durante 1315, Bruce había ido descendiendo hacia el sur, consiguiendo derrotar a los ingleses en varias batallas y afianzando su poder sobre Irlanda. A principios de 1316, Bruce se encontró nuevamente frente a un ejército angloirlandés. Las fuerzas angloirlandesas reunidas por el justicia de Irlanda, estaban formadas por hombres como John y Maurice FitzThomas FitzGerald, I conde de Desmond, Thomas FitzJohn FitzGerald, II conde de Kildare, John y Arnold Poer, Maurice de Rocheford y Miles y David de la Roche. Aunque estas fuerzas les superaban ampliamente en número, la desunión que había en sus filas fue aprovechadas por Bruce, y los escoceses ganaron la batalla, pese a sufrir importantes bajas.

## Consecuencias
La versión oficial inglesa culpó de la derrota al terreno inadecuado y a la mala suerte, lo que no resulta muy convincente. El mismo relato afirma también que los escoceses perdieron a varios de sus más importantes hombres, mientras que sus oponentes sólo perdieron a un soldado. Tras la batalla, Bruce se retiró al condado de Leix, vigilados por los angloirlandeses desde el cercano Castledermot. Por su parte, los líderes angloirlandeses se dirigieron a Dublín, donde el obispo John Hotham, enviado a Irlanda por el rey trató de calmar y unificar los intereses de los nobles irlandeses y garantizar su lealtad a Eduardo II. En mayo, Bruce regresó nuevamente a su base del Úlster, mientras Hotham regresaba a Inglaterra como obispo de Ely.